# Koos Moerenhout
Jacobus "Koos" Moerenhout (Achthuizen, Oostflakkee, 5 de novembre de 1973) és un ciclista neerlandès, professional entre el 1996 i el 2010.
En el seu palmarès destaquen dues edicions del campionat nacional de ciclisme en ruta, el 2007 i el 2009, així com algunes victòries d'etapa en voltes per etapa.
Es va casar amb la també ciclista Edith Klep.

## Palmarès
- 1994
  - 1r al Gran Premi Criquielion (Beyne-Heusay)
  - 1r a la Volta a la Província de Lieja
- 1996
  - 1r al Circuit Franco-belga i vencedor d'una etapa
  - 1r a Dokkum Woudenomloop
- 1997
  - Vencedor d'una etapa de la Volta a Renània-Palatinat
- 1998
  - 1r a la Profronde van Oostvoorne
- 1999
  - Vencedor d'una etapa de la Volta a Euskadi
- 2000
  - Vencedor d'una etapa del Tour Down Under
  - 1r a Steenwijk
- 2003
  - Vencedor d'una etapa de la Volta a Renània-Palatinat
- 2004
  - 1r a Izegem
- 2006
  - 1r a Zevenbergen & Geleen
- 2007
  -  Campió dels Països Baixos de ciclisme en ruta
  - 1r a Acht van Chaam
- 2009
  -  Campió dels Països Baixos de ciclisme en ruta
  - Vencedor d'una etapa de la Volta a Àustria
- 2010
  - Vencedor d'una etapa de l'Eneco Tour

### Resultats al Tour de França
- 1998. 44è de la classificació general
- 2000. 77è de la classificació general
- 2003. 128è de la classificació general
- 2004. 100è de la classificació general
- 2006. 62è de la classificació general
- 2008. 34è de la classificació general
- 2010. 52è de la classificació general

### Resultats a la Volta a Espanya
- 1997. 65è de la classificació general
- 1998. Abandona
- 1999. Abandona
- 2002. 72è de la classificació general
- 2005. 13è de la classificació general
- 2007. 42è de la classificació general
- 2009. 36è de la classificació general

### Resultats al Giro d'Itàlia
- 2007. 70è de la classificació general